# 山崎秀晃
山崎 秀晃（やまざき ひであき、1987年2月5日 - ）は、日本のキックボクサー。京都府京都市出身。SAGAMI-ONO KREST所属。第5代K-1 WORLD GPスーパーライト級世界王者。元Krush -63kg（現：ライト級）王者。元Krush -65kg（現：スーパーライト級）王者。Krush初の2階級制覇王者。

## 来歴
5歳頃から松濤館流空手を学び数々のタイトルを獲得。中学3年生の時に、全国大会で3位に入賞する。
高校卒業後地元京都の京賀塾でキックボクシングを始める。
2006年6月25日、JAPAN GAME 2006、決勝で名城裕司を破り優勝。
2006年12月10日、第8回月心会大阪キック空手大会優勝。
2006年12月17日、第1回ドラゴンカップ -64kg級優勝。
2008年5月、21歳で上京、チームドラゴンに入門。
2008年9月23日、第102回新空手道交流大会K-2トーナメント軽量級優勝。
2009年1月24日、第104回新空手道交流大会K-2トーナメント軽中量級優勝。
2009年5月3日、第20回全日本新空手道選手権大会・軽中量級で第3位入賞。
2009年6月14日、J-NETWORK「J-FIGHT 27」でプロデビュー。河野祐一郎に判定勝ち。

### Krush参戦
2009年12月4日、Krush初参戦となったKrush-EX 〜新宿 Dog Fight〜で森川修平と対戦し引き分け。
2011年9月24日、Krush.12 Krush vs 中国「英雄伝説」3対3マッチでチェン・ミンミン（中国・WBCムエタイ中国60kg級王者）と対戦し、2RKO勝ち。
2012年1月9日、Krush.15「Krush -63kg WILDRUSH League 2012 」の第1戦で塚越仁志と対戦し、3-0の判定勝ち。
2012年3月17日、Krush.17「Krush -63kg WILDRUSH League 2012」の第2戦でTaCaと対戦し、3-0の判定勝ち。
2012年7月21日、Krush.20「Krush -63kg WILDRUSH League 2012」の第4戦で寺崎直樹と対戦し、1R0分24秒KO勝ち。
2012年10月8日、Krush.23「Krush -63kg WILDRUSH League 2012」の最終戦で高橋幸光と対戦し、2-0の判定勝ち。「GAORA杯 Krush -63kg WILDRUSH League 2012」を全勝の勝ち点11で優勝。Krush -63kg級王者・トーマス・アダマンドポウロスへの挑戦権を獲得。

### Krush王座獲得
2013年3月20日、Krush.27でKrush -63kg級王者トーマス・アダマンドポウロスに挑戦し、2ラウンドに右バックブローでダウンを奪い3-0の判定勝ち。第3代Krush－63kg王座の獲得に成功。
2013年9月21日、Krush.33でISKAムエタイ世界ライト・ウェルター級王者ルーク・ターナーと64kg契約で対戦し、1R1分28秒KO勝ち。
2013年12月14日、Krush.35にてKrush -63kg級王座の防衛戦で木村ミノルと対戦し、1R47秒KO勝ち。初防衛に成功。
2014年3月15日、地元京都の京都KBSホールで行われたWRESTLE-1にてKrush王者として初の地元凱旋エキシビジョンマッチを辻出優翔と行う。
2014年6月12日、Krush.42にてKrush -63kg級王座の防衛戦でモハメド・ブールフと対戦し、3度目のダウンを左フックで奪うとセコンドがタオル投入し3R2分00秒TKO勝ち。2度目の防衛に成功。
2015年6月12日、Krush.55にてKrush -63kg級王座の防衛戦でジョアン・カナベラルと対戦し、3-0の判定勝ち。3度目の防衛に成功。
2015年8月22日、Krush.57 ～in NAGOYA～で野杁正明と65kg契約で対戦し、接戦となり延長までもつれ込むも4ラウンド0-3の判定負け。
2015年9月13日、65kg級へ階級転向のためKrush -63kg級王座を返上。

### Krush2階級制覇
2015年11月14日、Krush.60でkrush -65kg級王者・NOMANに挑戦し、2度ダウンを奪ったところでセコンドがタオルを投入し2R54秒TKO勝ち。第4代Krush -65kg級王座の獲得に成功し、Krush史上初の2階級制覇を達成。
2016年3月4日、K-1 WORLD GP 2016 -65kg日本代表決定トーナメントに出場。1回戦で左右田泰臣と対戦し、右ストレートで2R32秒KO勝ち。準決勝で久保優太と対戦し、掛け蹴りで3R2分57秒KO勝ち。決勝で野杁正明と対戦し、2-0の判定勝ち。K-1 WORLD GP 2016 -65kg日本代表決定トーナメント優勝を飾った。
2016年6月24日、K-1 WORLD GP 2016 -65kg世界最強決定トーナメントに出場。1回戦でスタニスラブ・レニタと対戦し判定勝ち。準決勝でイリアス・ブライドと対戦し、延長までもつれ込み4R1-2で判定負け。
2016年9月19日、K-1 WORLD GP 2016 IN JAPAN ～スーパー・フェザー級世界最強決定トーナメント～にてゴンナパー・ウィラサクレックと対戦し、判定負け。
2016年10月11日、ゴンナパー・ウィラサクレックとの試合で右ヒザの後十字靭帯と外側側副靭帯を損傷。全治3カ月との診断を受け、期限の1年間以内の防衛戦を行えないためKrush -65kg級王座を返上。
2017年4月22日、K-1 WORLD GP 2017 JAPAN ～第2代スーパー・バンタム級王座決定トーナメント～でK-1 WORLD GPスーパー・ライト級王者のゲーオ・ウィラサクレックに挑戦し、判定負けで王座の獲得に失敗した。
2018年6月17日、約1年2カ月ぶりの復帰となったK-1 WORLD GP 2018 JAPAN ～第2代フェザー級王座決定トーナメント～で中澤純と対戦し、判定勝ち。
2018年12月8日、 K-1 WORLD GP 2018 JAPAN～K-1ライト級世界最強決定トーナメント～で安保瑠輝也と対戦し、延長1Rまで試合がもつれ込むも左ハイキックを受けてKO負けを喫した。

### K-1 WORLD GP王座獲得
2020年9月22日、K-1 WORLD GP 2020 JAPAN ～K-1秋の大阪決戦～ で行われたK-1 WORLD GPスーパーライト級タイトルマッチで王者の安保瑠輝也に挑戦し、左フックで1RKO勝利し王座の獲得に成功した。
2021年3月21日、 K-1 WORLD GP 2021 JAPAN ～K’FESTA.4 Day.1～で不可思と対戦し、左ストレートで1RKO勝ちを収めた。
2022年4月3日、K-1 WORLD GP 2022 JAPAN ～K’FESTA.5～で行われたK-1 WORLD GP スーパーライト級タイトルマッチで大和哲也と対戦し、1Rに左フックでKO負けを喫し王座から陥落した。
2022年6月19日、THE MATCH 2022で1階級下のRISEライト級王者の原口健飛と対戦し、1Rに2度のダウンを奪われ、2Rにもダウンを奪われてKO負けを喫した。

## 戦績
| キックボクシング 戦績 | キックボクシング 戦績 | キックボクシング 戦績 | キックボクシング 戦績 | キックボクシング 戦績 | キックボクシング 戦績 | キックボクシング 戦績 |
| --------------------- | --------------------- | --------------------- | --------------------- | --------------------- | --------------------- | --------------------- |
| 45 試合               | (T)KO                 | 判定                  | その他                | 引き分け              | 無効試合              |                       |
| 34 勝                 | 19                    | 15                    | 0                     | 1                     | 0                     |                       |
| 10 敗                 | 5                     | 5                     | 0                     | 1                     | 0                     |                       |

| 勝敗 | 対戦相手                     | 試合結果                          | 大会名 | 開催年月日     |
| ×    | 原口健飛                     | 2R 0:33 KO（パンチ連打）          | THE MATCH 2022 | 2022年6月19日  |
| ×    | 大和哲也                     | 1R 0:50 KO（左フック）            | K-1 WORLD GP 2022 JAPAN ～K’FESTA.5～ 【K-1 WORLD GP スーパーライト級タイトルマッチ】                                     | 2022年4月3日   |
| ○    | 不可思                       | 1R 1:10 KO                        | K-1 WORLD GP 2021 JAPAN ～K’FESTA.4 Day.1～                                                                               | 2021年3月21日  |
| ○    | 安保瑠輝也                   | 1R 1:19 KO（左フック）            | K-1 WORLD GP 2020 JAPAN ～K-1秋の大阪決戦～ 【K-1 WORLD GP スーパーライト級タイトルマッチ】                               | 2020年9月22日  |
| ○    | 寺島輝                       | 2R 2:59 KO（右ストレート）        | K-1 WORLD GP 2020 JAPAN ～K'FESTA.3～                                                                                     | 2020年3月22日  |
| ○    | 堀井翼                       | 1R 2:28 KO（左フック）            | Krush.110 | 2020年1月25日  |
| ○    | 瑠久                         | 1R 1:24 KO（掛け蹴り）            | K-1 WORLD GP 2019 JAPAN～よこはまつり～                                                                                   | 2019年11月24日 |
| ○    | 平山迅                       | 3R終了 判定3-0                    | K-1 WORLD GP 2019 JAPAN～日本vs世界・5対5＆スペシャル・スーパーファイトin大阪～                                           | 2019年8月24日  |
| ×    | 安保瑠輝也                   | 3R+延長1R 0:14 KO（左ハイキック） | K-1 WORLD GP 2018 JAPAN～K-1ライト級世界最強決定トーナメント～                                                            | 2018年12月8日  |
| ○    | 中澤純                       | 3R終了 判定3-0                    | K-1 WORLD GP 2018 JAPAN ～第2代フェザー級王座決定トーナメント～                                                           | 2018年6月17日  |
| ×    | ゲーオ・ウィラサクレック     | 3R終了 判定0-3                    | K-1 WORLD GP 2017 JAPAN ～第2代スーパー・バンタム級王座決定トーナメント～ 【K-1 WORLD GP スーパーライト級タイトルマッチ】 | 2017年4月22日  |
| ×    | ゴンナパー・ウィラサクレック | 3R終了 判定0-3                    | K-1 WORLD GP 2016 〜スーパー・フェザー級世界最強決定トーナメント〜                                                        | 2016年9月19日  |
| ×    | イリアス・ブライド           | 4R終了 判定1-2                    | K-1 WORLD GP 2016 IN JAPAN ～-65kg世界最強決定トーナメント～ 【K-1 WORLD GP 2016 -65kg世界最強決定トーナメント準決勝】    | 2016年6月24日  |
| ○    | スタニスラブ・レニタ         | 3R終了 判定3-0                    | K-1 WORLD GP 2016 IN JAPAN ～-65kg世界最強決定トーナメント～ 【K-1 WORLD GP 2016 -65kg世界最強決定トーナメント1回戦】     | 2016年6月24日  |
| ○    | 野杁正明                     | 3R終了 判定2-0                    | K-1 WORLD GP 2016 IN JAPAN ～-65kg日本代表決定トーナメント～ 【K-1 WORLD GP 2016 -65kg日本代表決定トーナメント決勝戦】    | 2016年3月4日   |
| ○    | 久保優太                     | 3R 2:57 KO（掛け蹴り）            | K-1 WORLD GP 2016 IN JAPAN ～-65kg日本代表決定トーナメント～ 【K-1 WORLD GP 2016 -65kg日本代表決定トーナメント準決勝】    | 2016年3月4日   |
| ○    | 左右田泰臣                   | 2R 0:32 KO（右ストレート）        | K-1 WORLD GP 2016 IN JAPAN ～-65kg日本代表決定トーナメント～ 【K-1 WORLD GP 2016 -65kg日本代表決定トーナメント1回戦】     | 2016年3月4日   |
| ○    | NOMAN                        | 2R 0:54 TKO（タオル投入）         | Krush.60 【Krush -65kg級タイトルマッチ】                                                                                  | 2015年11月14日 |
| ×    | 野杁正明                     | 4R終了 判定0-3                    | Krush.57 ～in NAGOYA～ | 2015年8月22日  |
| ○    | ジョアン・カナベラル         | 3R終了 判定3-0                    | Krush.55 【Krush -63kg級タイトルマッチ】                                                                                  | 2015年6月12日  |
| ×    | ゲーオ・ウィラサクレック     | 3R終了 判定0-3                    | K-1 WORLD GP 2014 ～-65kg初代王座決定トーナメント～ 【K-1 WORLD GP -65kg初代王座決定トーナメント1回戦】                   | 2014年11月3日  |
| ○    | モハメド・ブールフ           | 3R 2:00 TKO（左フック）           | Krush.42 【Krush -63kg級タイトルマッチ】                                                                                  | 2014年6月12日  |
| ○    | モハメド・ギャラウィー       | 2R 2:20 KO（左フック）            | Krush.38 | 2014年2月14日  |
| ○    | 木村ミノル                   | 1R 0:47 KO（右フック）            | Krush.35 【Krush -63kg級タイトルマッチ】                                                                                  | 2013年12月14日 |
| ○    | ルーク・ターナー             | 1R 1:28 KO（右フック）            | Krush.33 | 2013年9月21日  |
| ○    | 一輝                         | 3R終了 判定3-0                    | Krush.29 | 2013年6月16日  |
| ○    | トーマス・アダマンドポウロス | 3R終了 判定3-0                    | Krush.27 【Krush -63kg級タイトルマッチ】                                                                                  | 2013年3月20日  |
| ×    | グァニー・バラッジ           | 2R 0:58 KO（右フック）            | Krush.25 ～TEAM DRAGON 10th Anniversary～                                                                                 | 2012年12月14日 |
| ○    | 高橋幸光                     | 3R終了 判定2-0                    | Krush.23 【Krush -63kg WILDRUSH League 2012 最終戦】                                                                      | 2012年10月8日  |
| ○    | 寺崎直樹                     | 1R 0:24 KO（左フック）            | Krush.20 【Krush -63kg WILDRUSH League 2012 第4戦】                                                                       | 2012年7月21日  |
| ○    | TaCa                         | 3R終了 判定3-0                    | Krush.17 【Krush -63kg WILDRUSH League 2012 第2戦】                                                                       | 2012年3月17日  |
| ○    | 塚越仁志                     | 3R終了 判定3-0                    | Krush.15 【Krush -63kg WILDRUSH League 2012 第1戦】                                                                       | 2012年1月9日   |
| ○    | 畠山隼人                     | 1R 2:59（右フック）               | Krush.13 | 2011年11月12日 |
| ○    | チェン・ミンミン             | 2R 0:56（右膝蹴り）               | Krush.12 Krush vs 中国「英雄伝説」3対3マッチ                                                                              | 2011年9月24日  |
| ○    | NOMAN                        | 3R終了 判定3-0                    | Krush-70kg初代王座決定トーナメント 〜決勝戦〜                                                                             | 2011年7月16日  |
| ○    | 山本佑機                     | 1R 1:11 KO（右フック）            | Krush初代王座決定トーナメント〜Triple Final Round〜                                                                       | 2011年4月30日  |
| ×    | TaCa                         | 3R 1:29 TKO（タオル投入）         | Krush-EX 2011 vol.2 | 2011年2月13日  |
| ○    | 松野祐貴                     | 1R 2:59 KO（3ダウン：左フック）   | Krush-EX 〜Road to the CHAMPIONSHIP〜                                                                                     | 2010年10月31日 |
| ○    | 前田修                       | 1R 0:41 KO（右ストレート）        | Krush.10 | 2010年9月20日  |
| ○    | 遠藤大翼                     | 3R終了 判定3-0                    | Krush.8 | 2010年7月9日   |
| ○    | 高橋功                       | 1R 1:29 KO（右膝蹴り）            | Krush.7 | 2010年5月27日  |
| ○    | 藤鬥嘩裟                     | 3R終了 判定3-0                    | Krush×Survivor | 2010年3月13日  |
| △    | 森川修平                     | 3R終了 判定1-0                    | Krush-EX 〜新宿 Dog Fight〜                                                                                               | 2009年12月4日  |
| ○    | カツ・ジャンジラ             | 3R終了 判定2-0                    | J-NETWORK「J-FIGHT 30」                                                                                                   | 2009年9月13日  |
| ○    | 河野祐一郎                   | 3R終了 判定2-0                    | J-NETWORK「J-FIGHT 27」                                                                                                   | 2009年6月14日  |

## 獲得タイトル
- Krush -63kg WILDRUSH League 2012 優勝
- 第3代Krush -63kg級王座（防衛3度）
- 第4代Krush -65kg級王座
- K-1 WORLD GP 2016 -65kg日本代表決定トーナメント 優勝
- 第5代K-1 WORLD GPスーパーライト級王座